# 金星駅 (成都市)
金星駅（きんせいえき）は、中華人民共和国四川省成都市温江区生態大道踏水段と星芸大道の交差点に位置する成都地下鉄19号線の駅である。

## 歴史
- 2020年12月18日：17号線の駅として開業[1]。
- 2023年9月22日：17号線金星～九江北間が19号線に編入[2]、駅番号が17 01から19 01に変更。

## 駅構造
島式ホーム1面2線を有する高架駅。

### のりば
案内上ののりば番号は設定されていない。
| 路線     | 方向   | 行先                                                             |
| -------- | ------ | ---------------------------------------------------------------- |
| ■ 19号線 |        | 降車ホーム                                                       |
| ■ 19号線 | 東南行 | 双流機場2航站楼東・天府駅・ 天府機場1号2号航站楼・天府機場北方面 |

（出典：成都地下鉄:内部空间示意图）

## 駅周辺
- 易園
- 幸福田園景区

## 隣の駅
成都地下鉄
■ 19号線
金星駅 (19|01) - 黄石駅 (19|02)